# مؤسسة كوكرين
مؤسسة كوكرين (Cochrane Collaboration) هي منظمة غير حكومية مستقلة وغير ربحية تتألف من مجموعة مؤلفة من أكثر من 31 ألف متطوع في أكثر من 120 بلد، وذلك من أجل تنظيم معلومات الأبحاث العلمية الطبية بشكل منهجي، مما يسهل من اتخاذ القرارت من قبل الأخصائيين في مجال الطب بالإضافة إلى المرضى وصائغي السياسات الصحية، وذلك حسب مبادئ الطب المسند بالدليل. يقوم الباحثون في مؤسسة كوكرين بإجراء مراجعة منهجية وذلك التجارب المنضبطة المعشاة فيما يتعلق بالأبحاث الطبية المنشورة في مكتبة كوكرين.
تأسست مؤسسة كوكرين سنة 1993 ومقرها في أكسفورد. في سنة 2011 وقّعت المؤسسة اتفاقية تعاون وشراكة مع منظمة الصحة العالمية (WHO)، وذلك من أجل تقديم بيانات علمية لقرارات منظمة الصحة العالمية.

## اقرأ أيضاً
- طب مسند بالدليل